# Вільям Юбенк
Вільям Юбенк (нар. 15 листопада 1982) — американський кінорежисер, сценарист і оператор. У своєму першому повнометражному фільмі «Кохання», який вийшов у 2011 році, окрім обов'язків режисера та оператора, Юбенк також виконував функції художника-постановника. Його другий повнометражний фільм «Сигнал» відбувся на кінофестивалі «Санденс» у 2014 році та вийшов у кінотеатрах за сприяння компанії Focus Features 13 червня 2014 року. Його третій повнометражний фільм, науково-фантастичний фільм жахів «Під водою», вийшов у січні 2020 року 20th Century Fox.

## Раннє життя
Юбенк народився 15 листопада 1982 року в Холіоку, штат Массачусетс. Його батько, Карлайл Юбенк II, є консультантом з образотворчого мистецтва, колишнім представником Christie's і радником Управління образотворчого мистецтва Державного департаменту. Його мати, Патриція Рідер Юбенк, є автором дитячих книг та ілюстратором. Юбенк, другий із чотирьох братів і сестер, має одну старшу сестру та двох молодших братів. Він виріс у долині Санта-Інез, відомому виноробному регіоні на північ від Лос-Анджелеса.
Підростаючи, він черпав натхнення від свого дідуся, колишнього кінооператора ВМС США ; З історій, які він розповідав (одна з них пов'язана з керуванням камерою під час польоту під мостом Золоті Ворота), Юбенк вирішив, що хоче вступити до Військово-морської академії Сполучених Штатів або стати оператором, зрештою зупинившись на останньому. Юбенк з дитинства займався скаутингом і, як і режисери Стівен Спілберг і Девід Лінч, є орлиним скаутом.
Коли Юбенк був молодим, у нього був цікавий досвід правдоподібності кіно. У той час, коли він вперше переглянув фільм 1974 року «Китайський квартал», дія якого відбувається в 1937 році, Юбенк не знав, що це стародавній твір, припускаючи, що він був знятий у 1937 році. Коли він дізнався, що фільм був знятий майже через чотири десятиліття після епохи, яку він зображував, Юбенк усвідомив силу фільму.

## Кар'єра
Юбенк почав приймати роботу режисера або оператора у віці 18 років. Кілька ранніх робіт Юбенка використовували «збільшення швидкості» в камері. Як оператор та кінооператор Юбенк був найнятий UFC для знімання боїв у цьому стилі. Юбенк ніколи не був найнятим для режисури реклами, але оприлюднив специфікації, а також тести роликів і камер. Юбенка прийняли до Каліфорнійського університету в Лос-Анджелесі, де він відвідував уроки космології, які, за його словами, пізніше вплинули на ідеї його фільмів. Після двох років навчання в Каліфорнійському університеті в Лос-Анджелесі він не потрапив до кінопрограми, і, не терплячись, кинув навчання та пішов працювати в Panavision Вудленд-Гіллз техніком з ремонту камер і техніком цифрових зображень.
Під час роботи на Санденс та в інших місцях Юбенк просував і підтримував Panavised CineAlta F900, який переніс Голлівуд в епоху цифрового кіно, використавши його у виробництві фільму Джорджа Лукаса «Зоряні війни: Епізод II» у 2002 році. Атака клонів, третій і перший великий повнометражний фільм, який був повністю знятий цифровою камерою 24p. Використовуючи своє становище в Panavision, Юбенк переконав австралійського виробника кінопродукції Blackmagic Design надіслати йому першу версію карти захоплення SDI. Використовуючи цю ранню карту та абсолютно нові накопичувачі eSATA, які щойно з'явилися на ринку, Юбенк поклав 14 жорстких дисків один на одного та просвердлив отвір у Power Mac G4, щоб створити систему NLE на персональному комп'ютері, який може безпосередньо знімати F900 у форматі Full HD 1080p. Коли в Panavision побачили робочий результат, колеги погодилися, що в галузі скоро відбудуться зміни.

## Фільмографія
| Рік  | Українська назва      | Оригінальна назва                | Режисер | Сценарист | Продюсер | Додатково                       |
| ---- | --------------------- | -------------------------------- | ------- | --------- | -------- | ------------------------------- |
| 2011 | Кохання               | Love                             | Так     | Так       | Ні       | оператор і художник-постановник |
| 2014 | Сигнал                | The Signal                       | Так     | Так       | Ні       |                                 |
| 2020 | Під водою             | Underwater                       | Так     | Ні        | Ні       |                                 |
| 2021 | Паранормальне явище 6 | Paranormal Activity: Next of Kin | Так     | Ні        | Ні       |                                 |
| 2024 | Територія зла         | Land of Bad                      | Так     | Так       | Так      |                                 |